# Tally Hall
Talmon Henry Hall V, conosciuto come Tally Hall (SeaTac, 12 maggio 1985), è un ex calciatore statunitense, di ruolo portiere.